# گونتر وینهولد
گونتر وینهولد (آلمانی: Günther Wienhold؛ (زادهٔ ۲۱ ژانویهٔ ۱۹۴۸ – درگذشتهٔ ۲۱ سپتامبر ۲۰۲۱) بازیکن فوتبال اهل آلمان بود.
وی به‌همراه تیم ملی فوتبال آلمان غربی در بازی‌های المپیک تابستانی ۱۹۷۲ شرکت کرده‌ بود.